# جميل بطرس حلوة
جميل بطرس حلوة (15 أغسطس 1883 - 15 فبراير 1946) هو شاعرٌ مَهْجري دمشقي؛ وهو من أدباء المهجر القلائِل جدًّا الذين حازوا على شهادةٍ جامعيَّة بارزة (في المُحاماة) قبلَ نحو مائة سنة، وربّما لم يحظَ على شهادةٍ جامعية من شعراء المهجر في تلك الأيام سواه، فضلًا عن الأديب المهجري اللبناني ميخائيل نعيمة.

## مولدُه ونشأتُه
وُلِدَ جَميل بُطْرس حلوَة في مَدينة دِمشق بتاريخ 15 آب/أغسطس سنةَ 1883م لعائلةٍ عَريقَة يعود وجودُها في سوريَّة إلى بضعة قرون سابِقة لمَوْلدِه، والده بُطْرس ليَان حلوة ووالدتُه زينة (هاجَر) حلوة، وقد زارَ مع والده عدَّةَ أصقاع أوروبية وأمريكيَّة وهو صَغير، ثم عاد إلى دمشقَ ليدخلَ مدرسة الرُّوم الأرثوذكس، وبعدَ بضعة أعوام انتقل إلى بَيْروت، حيث درسَ المُحَاماةَ فيها وتخرَّج في الجامعة الأمريكيَّة قبلَ أن يُهاجرَ إلى الولاياتِ المتَّحدَة الأمريكيَّة، سنةَ 1903 م، ويُقيمَ في مَدينة نيُويُورك محاميًا وشاعرًا. كما شغلَ عدَّةَ وظائف حكوميَّة مترجمًا فوريًّا ومدقِّقًا في مكتب شؤون المهاجرين، حيث عيَّنته حكومةُ واشنطن سنةَ 1907م ترجمانًا في إدارة المُهاجر في نيُو أورلينز في لويزيانا. وعملَ في المَكْتب الأمريكي لمَعْلوماتِ الحرب العالميَّة الثانية أيضًا.
يعدُّ جَميل حلوَة من قُدامى المُهاجرين المُنْدَمجين في البيئة الأمريكيَّة، كان يُرفِّهُ عن نفسِه بنَظْم الشعر، ويجودُ على مجلّات المَهْجر وصُحُفه بمقاطِعَ من شعره، ويتولَّى التنظيمَ والتَّعْريف في حفلات الجاليَة. ولكنَّه لم يرتبط برابطةٍ أدبيَّة معيَّنة، ولم ينتسبْ إلى «الرابطةِ القلميَّة» التي كانت عامرةً في المَهْجر الأمريكي الشِّمالي، وينشر في جَريدتِها «السَّائِح» التي يديرُها صديقُه عَبْد المَسيح حَدَّاد الذي قالَ فيه: «كان شاعرًا له ميزتُه بين الشعراء؛ كان سريعَ النظم حتَّى ليستطيع أن ينطقَ به نطقًا دون تعثُّر؛ وكان فيَّاضًا يتدفَّق شعرُه كتدفُّق الشلَّال، ويقولُه بنبراتٍ كأنَّها هَدرات الشلَّال. كان شاعرًا مجلِّيًا، جوادُه الفطرةُ السَّخِية، ومَرْماه الأدبُ العربي الذي ولعَ به ولعًا جَمًّا، على الرغم من تضلُّعه باللغة الإنكليزية وغَوْصه في آدابها». كما قال عنه جُورج ديمتري سَليم: «وكان كاتبًا حاذِقًا، يُدبّج المقالةَ بأسلوب سهل بديع بعدَ دراسةٍ وفهم للموضوع. وفوقَ هذا كان محاميًا ناجحًا، دافعَ عن أبناء جاليته أفرادًا، كما دافعَ عنهم جماعة. وقد كفلَ نجاحَه في دَعاويه - باعترافِ مَنْ عَرفَه - ذَكاؤُه ومقدرتُه ونَزاهتُه».

## ثقافتُه
أَتْقَنَ جميل بطرس حلوة اللغةَ الإنكليزيَّة أيَّما إتقان، فضلًا عن ضُلُوعه في اللغة العربيَّة ونحوها وصرفها وآدابِها. وبالإضافة إلى ذلك، كان على اطلاعٍ واسع على الأدب الإنكليزي العالمي، لاسيَّما القديم منه الذي يمتدُّ إلى القرنين السادس عشر والسابع عشر، حيث كانت لغةُ ذلك الأدب مختلفةً بدرجةٍ مهمَّة عن لغة الأدب الإنكليزي اليومَ، بما يشبه لغةَ الأديب والكاتب المَسْرحي الإنكليزي الكبير ويليم شكسبير.
ساعدت تلك الثقافةُ الواسعة والمعرفةُ الغنيَّة جميل حلوة على ترجمة أُمَّاتِ القصائد الإنكليزية العالمية، من الأدبَيْن الإنكليزي والأمريكي. وقد تمكَّن هذا الشاعرُ المهجري من تَعْريب تلك القصائد شعرًا عربيًا خالِصًا، ببراعة قلَّ نظيرُها. ولا يبدو أنّ شاعرًا مهجريًا آخر، غير جميل حلوة، استطاع تَعْريبَ هذا الكمِّ الكبير من القصائد الأجنبية، حيث زاد بلغ ما عرَّبه منها نحو 57 قصيدةً ما بين القرن السادس عشر ومطلع القرن العِشْرين.
ومن القصائدِ المُعرَّبة الرائدة التي اعتنى بها جميل حلوة قصيدةٌ بعنوان: «افْتِراء على القُرُود»، وقد عرَّبها سنةَ 1945م، ونشرها في جريدة السائح المهجريَّة لعبد المسيح حدَّاد. وقد جاءت القصيدةِ الأصليَّة تحت عنوان: Monkey’s Disgrace. تُعد قصيدةُ «افْتِراء على القُرُود» ذات مدلولاتٍ عَميقة ومرامٍ بعيدة، وقد عرَّبها جميل حلوة كما يأتي:

## شِعْرُه
لم يكن جميلُ حلوة متفرِّغًا للشعر، بل كان شاعرًا هاويًا مَغْمورًا، لكنَّه تميَّز بثقافةٍ واسعة ومَعْرفة عَميقة، وبمعجمٍ لغوي ثَريّ. لم يهتمَّ هذا الشاعرُ المهجريّ بجمع شعره في ديوانٍ ونشره في حياته، رغم غزارة إنتاجه. قال عنه الأديبُ المهجريّ جورج صيدح: «هو من قُدامى المهاجرين المندمجين في البيئة الأمريكيَّة، ترهقه مهنتُه فيرفِّه عن نفسِه بنظم الشعر، ويَسْخو على الجرائد اليومية بمقاطعَ من شعره، ويتولَّى التنظيمَ والتعريف في حفلاتِ الجاليَة». كما وصفه الأديب جُورج ديمتري سَليم بأنَّه «ذو نزعةٍ روحيَّة واضحة، إلى درجةٍ لا تبدو عند زملائه المَهْجَريين، وقد تجلَّت هذه النزعةُ الصوفيَّة كثيرًا في أشعاره».

## وفاته
بقيَ جَميل حلوَة في نيُويورك حتَّى وفاتِه بنوبةٍ قلبية مَساءَ يَوْمَ الجُمْعَة 15 شُباط/فِبْراير سنةَ 1946م عن عمرٍ ناهزَ 63 عامًا. تُوفِّيَ جميل حلوة غريبًا عن أهلِه ووطنه، مثله مثل كثيرٍ من أدباء المَهْجر، ولم يترك كِتابًا ولا ديوانًا يجمع شعرَه وقَصائِدَه المُتناثرة هنا وهناك بين تَضاعيف المَجلّات والصُّحُف المَهْجريَّة، خلا كتابٍ له بعنوان «المُهاجِر السُّوري» صدرَ سنةَ 1910م. ولكن، صدر له ديوان سنةَ 2021 م بعنوان «ديوان الشاعر المَهْجري جَميل حلوة».